# Wyżnia Jastrzębia Szczerbina
Wyżnia Jastrzębia Szczerbina (słow. Vyšná jastrabia štrbina, Jastrabia štrbina) – płytka przełęcz w dolnym fragmencie Jastrzębiej Grani w słowackiej części Tatr Wysokich. Jest położona we wschodniej grani Jastrzębiej Turni i oddziela jej kopułę szczytową na zachodzie od Wielkiego Jastrzębiego Zęba na wschodzie. Jest górnym z trzech siodełek w tej grani.
Stoki północne opadają z przełęczy do Doliny Jagnięcej, południowe – do Doliny Zielonej Kieżmarskiej. Do tej ostatniej opada z Wyżniej Jastrzębiej Przełęczy prosto na południe duże zacięcie, formujące jedno z ramion Długiego Jastrzębiego Żlebu.
Na Wyżnią Jastrzębią Szczerbinę, podobnie jak na inne obiekty w Jastrzębiej Grani, nie prowadzą żadne znakowane szlaki turystyczne. Najdogodniejsza droga dla taterników wiedzie na siodło wschodnią granią znad Czerwonego Stawu Kieżmarskiego i jest nieco trudna (I w skali UIAA).
Pierwsze wejścia:
- letnie – Ernst Lindner i Tihamér Szaffka, 17 sierpnia 1911 r.,
- zimowe – Venceslava Mašková (-Karoušková), Karel Cerman, Z. Gráf, Oldřich Kopal, Drahomír Machaň i Svoboda, 17 marca 1951 r.[2]

Dawniej przełęcz była nazywana po prostu Jastrzębią Szczerbiną.